# P'tit Basque
El P'tit Basque, es un queso que fue lanzado al mercado en 1997 y creado por la empresa láctea francesa Lactalis. El P'tit Basque se hace con leche de oveja pasteurizada y se cura 70 días. Se cubre con una corteza marrón clara que tiene un patrón de canasta ondulado creado durante el prensado de la cuajada, y entonces se envasa en film plástico para evitar el enmohecimiento. Viene en piezas relativamente pequeñas que pesan unos 550 g. Su contenido graso ronda el 45%.
El P'tit Basque es un queso medio-firme con un aroma fuerte y un sabor suave para un queso de oveja.